# Giải bóng đá hạng tư quốc gia Cộng hòa Síp 2011–12
Giải bóng đá hạng tư quốc gia Cộng hòa Síp 2011–12 là mùa giải thứ 27 của giải bóng đá hạng tư Cộng hòa Síp. Digenis Oroklinis giành danh hiệu thứ 2.

## Thể thức thi đấu
Có 15 đội tham gia Giải bóng đá hạng tư quốc gia Cộng hòa Síp 2011–12. Tất cả các đội đều thi đấu 2 trận, một trân sân nhà và một trận sân khách. Đội nhiều điểm nhất sẽ lên ngôi vô địch. Ba đội đầu bảng được lên chơi tại Giải bóng đá hạng ba quốc gia Cộng hòa Síp 2012–13 và ba đội cuối bảng xuống chơi ở các giải khu vực.

### Hệ thống điểm
Các đội bóng nhận 3 điểm cho một trận thắng, 1 điểm cho một trận hòa và 0 điểm cho một trận thua.

## Thay đổi so với mùa giải trước
Các đội thăng hạng Giải bóng đá hạng ba quốc gia Cộng hòa Síp 2011–12
- Ormideia FC
- POL/AE Maroni
- Achyronas Liopetriou

Các đội xuống hạng từ Giải bóng đá hạng ba quốc gia Cộng hòa Síp 2010–11
- Digenis Oroklinis
- MEAP Nisou
- Iraklis Gerolakkou

Các đội thăng hạng từ các giải khu vực
- Elpida Astromeriti
- AEK Korakou
- Kedros Ayia Marina Skylloura

Các đội xuống hạng các giải khu vực
- Anagennisi Trachoniou
- ASPIS Pylas
- Enosis Kokkinotrimithia

Ghi chú:
- AEK Kythreas cũng tham gia Giải bóng đá hạng tư quốc gia Cộng hòa Síp 2011–12. Sự xuống hạng của AEK trong Giải bóng đá hạng tư quốc gia Cộng hòa Síp 2009–10 buộc đội bóng phải ngừng hoạt động. Đội bóng tiếp tục hoạt động từ mùa giải 2011–12. Theo một quy tắc cụ thể, các đội bóng tị nạn tiếp tục hoạt động có thể tham gia Giải bóng đá hạng tư quốc gia Cộng hòa Síp. Vì vậy, việc AEK' đăng kí tham gia giải hạng tư được chấp nhận.
- Levadiakos/Salamina Livadion cũng tham gia Giải bóng đá hạng tư quốc gia Cộng hòa Síp 2011–12 từ các hạng nghiệp dư. Tuy nhiên, Hiệp hội bóng đá Cộng hòa Síp quyết định rằng đội không đáp ứng các yêu cầu cơ bản về việc đăng kí trở thành một thành viên của hiệp hội. Sau một cuộc họp bất thường, cuối cùng đội đã được tham gia Hiệp hội bóng đá Cộng hòa Síp. Tuy nhiên vì Giải bóng đá hạng tư quốc gia Cộng hòa Síp 2011–12, đã bắt đầu, đội bóng sẽ tham gia vào mùa sau, Giải bóng đá hạng tư quốc gia Cộng hòa Síp 2012–13.

## Sân vận động và địa điểm
| Câu lạc bộ                         | Địa điểm                         |
| ---------------------------------- | -------------------------------- |
| AEK Korakou                        | Kakopetria Municipal Stadium     |
| AEK Kythreas                       | Kykkos Stadium                   |
| Digenis Oroklinis                  | Oroklini Municipal Stadium       |
| Dynamo Pervolion                   | Pervolia Municipal Stadium       |
| Ethnikos Latsion FC                | Latsia Municipal Stadium         |
| Elpida Astromeriti                 | Akaki Municipal Stadium          |
| THOI Lakatamia                     | EN THOI Stadium                  |
| Iraklis Gerolakkou                 | Kykkos Stadium                   |
| Karmiotissa Pano Polemidion        | Pano Polemidia Municipal Stadium |
| Kedros Ayia Marina Skylloura       | Stadium Keryneia Epistrophi      |
| Kissos Kissonergas                 | Kissonerga Municipal Stadium     |
| Konstantios & Evripidis Trachoniou | Trachoni Municipal Stadium       |
| MEAP Nisou                         | Theodorio Koinotiko              |
| P.O. Xylotymvou                    | Xylotympou Municipal Stadium     |
| Finikas Ayias Marinas Chrysochous  | Evripides Municipal Stadium      |

## Bảng xếp hạng
| Vị thứ | Đội                                | St. | T. | H. | B. | BT. | BB. | HS. | Đ. | Ghi chú                                                                | Thành tích đối đầu           |
| ------ | ---------------------------------- | --- | -- | -- | -- | --- | --- | --- | -- | ---------------------------------------------------------------------- | ---------------------------- |
| 1      | Digenis Oroklinis                  | 28  | 19 | 7  | 2  | 69  | 24  | 45  | 64 | Vô địch-Thăng hạng Giải bóng đá hạng ba quốc gia Cộng hòa Síp 2012–13. |                              |
| 2      | Karmiotissa Pano Polemidion        | 28  | 17 | 6  | 5  | 60  | 22  | 38  | 57 | Thăng hạng Giải bóng đá hạng ba quốc gia Cộng hòa Síp 2012–13.         |                              |
| 3      | Ethnikos Latsion FC                | 28  | 14 | 5  | 9  | 33  | 23  | 10  | 47 | Thăng hạng Giải bóng đá hạng ba quốc gia Cộng hòa Síp 2012–13.         |                              |
| 4      | P.O. Xylotymvou                    | 28  | 12 | 10 | 6  | 41  | 22  | 19  | 46 | Playoff.1                                                              | POX 4p THOI 1p               |
| 5      | THOI Lakatamia                     | 28  | 12 | 10 | 6  | 31  | 19  | 12  | 46 |                                                                        | POX 4p THOI 1p               |
| 6      | Konstantios & Evripidis Trachoniou | 28  | 12 | 5  | 11 | 42  | 43  | -1  | 41 |                                                                        |                              |
| 7      | Finikas Ayias Marinas Chrysochous  | 28  | 10 | 8  | 10 | 31  | 29  | 2   | 38 | Foinikas 3p, 2-2, 1 a.. Kissos FC 3p, 2-2, 0 a..                       |                              |
| 8      | Kissos Kissonergas                 | 28  | 11 | 5  | 12 | 53  | 53  | 0   | 38 | Foinikas 3p, 2-2, 1 a.. Kissos FC 3p, 2-2, 0 a..                       |                              |
| 9      | Elpida Astromeriti                 | 28  | 9  | 9  | 10 | 37  | 41  | -4  | 36 | Elpida 6p Iraklis 0p                                                   |                              |
| 10     | Iraklis Gerolakkou                 | 28  | 10 | 6  | 12 | 38  | 44  | -6  | 36 | Elpida 6p Iraklis 0p                                                   |                              |
| 11     | MEAP Nisou                         | 28  | 8  | 11 | 9  | 35  | 30  | 5   | 35 | MEAP 7p Dynamo 6p Kedros 4p                                            |                              |
| 12     | Dynamo Pervolion                   | 28  | 11 | 2  | 15 | 33  | 49  | -16 | 35 | MEAP 7p Dynamo 6p Kedros 4p                                            |                              |
| 13     | Kedros Ayia Marina Skylloura       | 272 | 10 | 5  | 12 | 26  | 39  | -13 | 35 | MEAP 7p Dynamo 6p Kedros 4p                                            | Xuống hạng các giải khu vực. |
| 14     | AEK Korakou                        | 272 | 4  | 2  | 21 | 21  | 68  | -47 | 14 |                                                                        | Xuống hạng các giải khu vực. |
| 15     | AEK Kythreas                       | 28  | 2  | 5  | 21 | 22  | 66  | -44 | 11 |                                                                        | Xuống hạng các giải khu vực. |

1Vì APOP Kinyras (đội tham gia Giải bóng đá hạng ba quốc gia Cộng hòa Síp 2012–13) bị xuống hạng sau quyết định của FIFA đối với Giải bóng đá hạng tư quốc gia Cộng hòa Síp, đội bóng thứ 4 P.O. Xylotymvou đá một trận playoff một lượt trước đội thứ 12 của Giải bóng đá hạng ba quốc gia Cộng hòa Síp 2011–12, Achyronas Liopetriou. Achyronas thắng (2-2 hiệp đấu chính, 5-4 luân lưu) và ở lại Hạng ba.
2Trận đấu giữa Kedros Ayia Marina Skylloura và AEK Korakou tuyên bố vô hiệu; không được sắp xếp đá lại, và không có đội nào có điểm hay bàn thắng; nó được tính trong cột Số trận nhưng không tính trong cột Thua.
Hệ thống điểm: Thắng=3 điểm, Hòa=1 điểm, Thua=0 điểm
Quy tắc xếp hạng: 1) Điểm; 2) Điểm thành tích đối đầu; 3) Hiệu số đối đầu; 4) Bàn thắng sân khách đối đầu; 5) Hiệu số; 6) Số bàn thắng

Nguồn: League standings at CFA

## Kết quả
| ↓Home / Away→ | AKR | AKK | DGN | DNM | THL | ETN | ELP | IRK | KRM | KDR | KSS | KET | MPN | POX | FNK |
| ------------- | --- | --- | --- | --- | --- | --- | --- | --- | --- | --- | --- | --- | --- | --- | --- |
| AEK Korakou   |     | 3-0 | 2-1 | 1-4 | 0-0 | 0-0 | 0-1 | 0-1 | 1-2 | 0-2 | 1-2 | 3-1 | 1-0 | 0-1 | 1-4 |
| AEK Kythreas  | 2-0 |     | 1-3 | 0-1 | 1-2 | 0-3 | 3-1 | 0-1 | 0-3 | 0-2 | 1-5 | 0-1 | 2-3 | 0-5 | 0-0 |
| Digenis       | 7-1 | 5-1 |     | 2-1 | 0-0 | 2-0 | 3-1 | 5-2 | 4-2 | 2-0 | 3-0 | 2-0 | 3-0 | 4-1 | 2-0 |
| Dinamo        | 3-1 | 2-0 | 0-3 |     | 1-0 | 1-0 | 3-0 | 1-1 | 0-3 | 2-1 | 1-3 | 0-2 | 0-2 | 2-6 | 1-0 |
| THOI          | 2-1 | 3-1 | 2-2 | 1-0 |     | 1-0 | 1-1 | 3-1 | 0-0 | 0-1 | 1-1 | 0-1 | 2-1 | 0-0 | 0-0 |
| Ethnikos      | 3-0 | 2-1 | 1-1 | 1-0 | 1-0 |     | 1-1 | 1-2 | 1-2 | 3-2 | 2-0 | 1-0 | 1-1 | 2-0 | 2-2 |
| Elpida        | 4-0 | 1-1 | 0-3 | 2-0 | 0-0 | 2-1 |     | 1-0 | 0-0 | 3-1 | 2-0 | 1-2 | 2-2 | 1-2 | 2-2 |
| Iraklis       | 4-0 | 3-0 | 3-2 | 1-3 | 0-1 | 0-1 | 1-2 |     | 2-1 | 2-2 | 3-0 | 3-3 | 0-2 | 0-0 | 0-2 |
| Karmiotissa   | 4-1 | 6-0 | 0-0 | 1-0 | 1-1 | 2-0 | 5-2 | 4-0 |     | 7-0 | 2-0 | 4-1 | 1-0 | 0-3 | 1-0 |
| Kedros        | ΜΔΝ | 2-1 | 0-0 | 0-1 | 1-0 | 2-1 | 3-1 | 0-1 | 1-1 |     | 2-1 | 0-1 | 0-0 | 0-1 | 0-2 |
| Kissos        | 6-0 | 3-2 | 2-4 | 7-3 | 1-4 | 1-0 | 2-1 | 4-4 | 0-3 | 2-2 |     | 1-3 | 3-1 | 0-3 | 2-1 |
| K & E         | 4-0 | 2-2 | 2-3 | 4-3 | 0-2 | 0-2 | 3-2 | 1-2 | 0-2 | 4-0 | 2-6 |     | 0-0 | 0-0 | 1-1 |
| MEAP          | 2-1 | 2-2 | 0-0 | 5-0 | 0-1 | 0-1 | 1-1 | 1-1 | 2-1 | 0-1 | 1-1 | 3-1 |     | 1-1 | 4-1 |
| POX           | 6-3 | 0-0 | 0-1 | 0-0 | 1-0 | 0-1 | 1-2 | 2-0 | 2-2 | 3-0 | 0-0 | 0-1 | 1-1 |     | 1-0 |
| Finikas       | 2-0 | 2-1 | 2-2 | 2-0 | 2-4 | 0-1 | 0-0 | 2-0 | 1-0 | 0-1 | 1-0 | 0-2 | 1-0 | 1-1 |     |

- Trận đấu giữa Karmiotissa và P.O. Xylotymvou bị gián đoạn khi tỉ số là 0-1; trận đấu được tính 0-3 cho P.O. Xylotymvou.
- Trận đấu giữa Kedros Ayia Marina Skylloura và AEK Korakou tuyên bố vô hiệu; không được sắp xếp đá lại, và không có đội nào có điểm hay bàn thắng; nó được tính trong cột Số trận nhưng không tính trong cột Thua.

Nguồn: Results at CFA

## Playoff
|                   | 2–2 |                 |
| ----------------- | --- | --------------- |
| Elia 52', 75'     |     | Panagi 55', 59' |
| Loạt sút luân lưu |     |                 |
|                   | 5–4 |                 |

Nguồn: Result at CFA